# INHBE
INHBE (англ. Inhibin beta E subunit) – білок, який кодується однойменним геном, розташованим у людей на 12-й хромосомі. Довжина поліпептидного ланцюга білка становить 350 амінокислот, а молекулярна маса — 38 561.
| 10         |  | 20         |  | 30         |  | 40         |  | 50         |
| ---------- |  | ---------- |  | ---------- |  | ---------- |  | ---------- |
| MRLPDVQLWL |  | VLLWALVRAQ |  | GTGSVCPSCG |  | GSKLAPQAER |  | ALVLELAKQQ |
| ILDGLHLTSR |  | PRITHPPPQA |  | ALTRALRRLQ |  | PGSVAPGNGE |  | EVISFATVTD |
| STSAYSSLLT |  | FHLSTPRSHH |  | LYHARLWLHV |  | LPTLPGTLCL |  | RIFRWGPRRR |
| RQGSRTLLAE |  | HHITNLGWHT |  | LTLPSSGLRG |  | EKSGVLKLQL |  | DCRPLEGNST |
| VTGQPRRLLD |  | TAGHQQPFLE |  | LKIRANEPGA |  | GRARRRTPTC |  | EPATPLCCRR |
| DHYVDFQELG |  | WRDWILQPEG |  | YQLNYCSGQC |  | PPHLAGSPGI |  | AASFHSAVFS |
| LLKANNPWPA |  | STSCCVPTAR |  | RPLSLLYLDH |  | NGNVVKTDVP |  | DMVVEACGCS |
|            |  |            |  |            |  |            |  |            |

A: Аланін

C: Цистеїн

D: Аспарагінова кислота

E: Глутамінова кислота

F: Фенілаланін

G: Гліцин

H: Гістидин

I: Ізолейцин

K: Лізин

L: Лейцин

M: Метіонін

N: Аспарагін

P: Пролін

Q: Глутамін

R: Аргінін

S: Серин

T: Треонін

V: Валін

W: Триптофан

Кодований геном білок за функціями належить до гормонів, факторів росту. 
Секретований назовні.